# Låglandet, Hangö
Låglandet är en ö i Finland. Den ligger i Finska viken, Skärgårdshavet eller Norra Östersjön och i kommunen Hangö i den ekonomiska regionen  Raseborg i landskapet Nyland, i den sydvästra delen av landet. Ön ligger omkring 120 kilometer väster om Helsingfors.
Öns area är 5,3 hektar och dess största längd är 420 meter i nord-sydlig riktning.